# Robbie Fraser
Robbie Fraser (* 2. April 2003 in Glasgow) ist ein schottischer Fußballspieler, der bei Dunfermline Athletic unter Vertrag steht.

## Karriere

### Verein
Der in Glasgow geborene Robbie Fraser begann seine Fußballkarriere als Siebenjähriger in den Jugendmannschaften der Glasgow Rangers. Im Mai 2024 gab Fraser sein Debüt in der ersten Mannschaft, als er bei einem 5:2-Sieg der Rangers gegen den FC Dundee in der Scottish Premiership für Rıdvan Yılmaz eingewechselt wurde. Am letzten Spieltag der Saison 2023/24 stand er gegen Heart of Midlothian zum ersten Mal in der Startelf. Im Juni 2024 verlängerte Fraser seinen Vertrag in Glasgow bis 2026.
Im August 2025 wechselte Fraser zum schottischen Zweitligisten Dunfermline Athletic.

### Nationalmannschaft
Robbie Fraser debütierte für Schottland im Jahr 2018 in der U16-Nationalmannschaft gegen die Türkei. In den Jahren 2022 und 2023 absolvierte Fraser jeweils ein Spiel in der schottischen U21 gegen Island und Ungarn.